# François-Xavier Brunet
Pour les articles homonymes, voir Brunet.
François-Xavier Brunet, né le 26 novembre 1868 à Saint-André-d'Argenteuil au Québec et mort le 7 janvier 1922 à Montréal, est un ecclésiastique catholique canadien, premier évêque de Mont-Laurier.

## Biographie
Né à Saint-André-d'Argenteuil, dans la région administrative des Laurentides, François-Xavier Brunet fait ses études à Ottawa où sa famille s'est installée en 1873 ; son père y est voiturier. Il choisit la prêtrise et étudie la philosophie et la théologie catholique au séminaire d'Ottawa. Il est ordonné prêtre le 23 septembre 1893 par l'archevêque d'Ottawa, Joseph-Thomas Duhamel.
Brunet est vicaire à Ottawa, puis au Québec, successivement à Masson-Angers, Thurso, Aylmer ; il est curé à Mayo en 1895, et en 1900 en Ontario au Bourget. De 1904 à 1912, il est secrétaire des archevêques d'Ottawa, Joseph-Thomas Duhamel, puis de son successeur Charles-Hughes Gauthier. En novembre 1910, il soutient la fondation par Albina Aubry et Laura Chartrand d'un foyer pour jeunes filles à Ottawa, succursale du Foyer Notre-Dame créé à Montréal en 1903, qui deviendra en 1913 l'Institut Jeanne d’Arc.
Le 6 août 1913, le pape Pie X le nomme premier évêque du nouveau diocèse de Mont-Laurier, érigé par décret pontifical du 21 avril 1913 à la suite d'une subdivision de l'archidiocèse d'Ottawa ; Brunet est ordonné évêque dans la cathédrale d'Ottawa le 28 octobre 1913 par l'archevêque Charles-Hughes Gauthier.
Durant les huit ans de son épiscopat, François-Xavier Brunet travaille à l'organisation du diocèse qui comprend en 1913 30 400 catholiques à majorité francophone dans 28 paroisses et sept missions, 42 prêtres, sept communautés religieuses,. Il fait bâtir le séminaire diocésain Saint-Joseph, affilié à l'université Laval, qui accueille ses premiers étudiants en 1915et où Brunet donne des cours de théologie, ainsi que la cathédrale de Mont-Laurier en 1918-1919 : elle est construite par Samuel Ouellette sur les plans des architectes Louis-Alphonse Venne et Joseph-Dalbé Viau ; détruite par un incendie en 1982, seule sa façade est conservée et une nouvelle cathédrale est construite en 1984.
Il crée 12 nouvelles paroisses ; en janvier 2021, avec l'accord du pape Benoît XV qu'il a rencontré au printemps de 1920 lors d'un voyage à Rome, il crée la congrégation des Sœurs de Notre-Dame de Mont-Laurier (ou Soeurs de Notre-Dame-Auxiliatrice), en particulier pour assurer l'enseignement dans les écoles paroissiales du diocèse. Il participe le 2 février 1921 à la réunion des archevêques et évêques de la province de Québec qui décide la fondation d'un séminaire canadien-français des Missions Étrangères, dont l'objectif est de former des missionnaires et d'encourager les missions en Extrême-Orient ; il est chargé avec Paul Bruchési, archevêque de Montréal, Paul-Eugène Roy, archevêque coadjuteur de Québec, et Guillaume Forbes, évêque de Joliette, de son organisation. Lors de son vivant il partous les cantons des vallées des rivières Gatineau, Lièvre, Rouge, Maskinongé et Diable dans l'objectif de prendre connaissance des activités et problèmes d'ordres spirituels et temporels des diocésains. Il voyage pour la première et seule fois au printemps 1920 à Rome pour aller rencontrer le pape Benoît XV.
François-Xavier Brunet meurt à Montréal le 7 janvier 1922 à 53 ans et est enterré dans la crypte de la cathédrale de Mont-Laurier. Joseph-Eugène Limoges, qu'il avait nommé curé de cette cathédrale, lui succède.